# Centre d'art et de recherche de Mana
Le Centre d’Art et de Recherche de Mana, CARMA, est un centre d’art contemporain (CAC), à la fois lieu d’exposition et de production d’art contemporain. Situé à Mana, en Guyane, et construit entre 2012 et 2014, ce lieu permet le déploiement de réelles activités d'envergure, tant d'un point de vue de la diffusion artistique que de la création contemporaine, de la création plasticienne en résidence et de l'accompagnement pédagogique. Le tout dans le respect et la valorisation de la riche ruralité du territoire, tant matérielle qu'immatérielle. Aussi, le CARMA est-il à ce jour un des rares lieux dédiés à la création contemporaine en Guyane.

## L’association Chercheurs d’art
Chercheurs d’art œuvre depuis 1994 dans la région Ouest-Guyane en proposant des animations culturelles, des manifestations artistiques, des ateliers pédagogiques, produits d’éditions, et en participant à la structuration de la filière artisanale de l’Ouest (projet Route de l’art.) Ses fondateurs et membres s’emploient à mêler et à faire dialoguer l’art contemporain avec les arts dits « traditionnels ». Ce cadre ouvre alors les voies de création dépassant les classifications conventionnelles – arts premiers, ethniques, décoratifs, contemporains, etc. La grande richesse du patrimoine et des savoir-faire guyanais se démarque ainsi au sein d’une production créative et foisonnante.
Chercheurs d’art mène également de nombreuses actions reconnues d’intérêt public sur la région en mettant en place des animations de quartier vers les publics des cités et habitats spontanés ; en collaborant avec les partenaires sociaux et collectivités ; en conseillant les artisans pour la structuration et la professionnalisation de leurs activités ; en mettant à disposition des ressources documentaires et humaines pour tous les élèves et étudiants qui le souhaitent ; et en accueillant environ 25 stagiaires chaque année.
Chercheurs d’art est ancré sensiblement et activement au cœur des cultures rurales défavorisées et dévalorisées de l’Ouest. En effet, parmi les 120 personnes travaillant activement et suivant de près les activités de Chercheurs d’art, 80 % vivent dans des situations précaires préoccupantes. L’un des objectifs principaux de l’association est la reconnaissance de ces communautés à travers l’art et les cultures et le développement du territoire via le tourisme par et pour les acteurs de ces communautés.

## La Route de l’art
La Route de l’art est l’une des grandes manifestations initiées par Chercheurs d’art et la CCOG dès 1999, et développée avec le soutien de l’ONF en 2010. Ce parcours artistique, décliné en une exposition et un guide-livre d’art, met en valeur les savoir-faire des artisans et artistes de l’Ouest guyanais en proposant une offre culturelle et touristique de qualité sur le territoire, en permettant une identification et une reconnaissance des producteurs ainsi qu’un soutien de leurs activités (commandes, résidences, ateliers, promotion et visibilité).
Les guyanais et les touristes sont ainsi sensibilisés à cette production riche et créative issue des trois communes d’Awala-Yalimapo, Mana et Saint Laurent du Maroni qui reflètent les activités artistiques et culturelles du fleuve (cultures Ndyuka, Aluku, Pamaka), du littoral et du centre (Cultures Kali’na, Saamaka, Hmong, Créole). Ce projet, activement soutenu et développé par l’ONF, a eu également un impact positif sur l’environnement en favorisant une transition vers l’exploitation durable et vertueuse des ressources locales (bois, fibres et autres végétaux) utilisées par les créateurs.
Véritable levier de développement économique pour les acteurs concernés, l’exposition 'La Route de l’art' a permis l’acquisition d’œuvres auprès des artisans pour un montant de 15 000 euros. Pour la seconde exposition du CARMA, 'Entre 2 mondes', Chercheurs d’art a acquis environ 12 000 euros d’œuvres auprès des producteurs de la Route de l’art entre 2018 et 2019. Seule structure de l’Ouest guyanais à inciter et soutenir les artisans dans la formalisation de leur activité, ce circuit de la Route de l’art est un véritable garant de la préservation de la création locale et des savoir-faire guyanais.
Le succès de ce projet a été tel qu’il a bénéficié d’une véritable reconnaissance médiatique (articles, reportages, projet de film documentaire) et institutionnelle (conseils et expertise de Chercheurs d’art pour l’Office de tourisme de Maripasoula souhaitant développer une Route de l’art dans le sud du territoire de la CCOG et pour la Communauté de Communes Des Savanes qui a envisagé de développer un parcours alliant maraîchage et artisanat de bords de route dans l’Est guyanais).

## Le Centre d’Art et de Recherche de Mana, CARMA
Le Centre d’Art et de Recherches de Mana (CARMA), inauguré en 2014 par Chercheurs d’art, a pour objectif de pérenniser et de professionnaliser les activités de l’association en proposant un espace permanent dédié à l’exposition des productions des artistes et artisans de Guyane – notamment ceux de la Route de l’art – à la création artistique, à l’animation d’ateliers pédagogiques, à la recherche, aux échanges culturels, et à une promotion touristique du territoire.
Implantée à Mana, cette structure se situe sur une zone priorisée par le Comité Régional du tourisme puisque figurant sur deux des contrats de destination touristique (destination « Maroni » et destination « Littoral ») dans lesquels l’artisanat local et les richesses du patrimoine sont identifiés comme « forces ».
En cela, le CARMA répond à de véritables enjeux territoriaux et représente l’un des rares lieux dédiés à la création contemporaine en Guyane, en avant du développement culturel à travers l’expérimentation de scénographies originales en lien avec les configurations sociales du pays.
La structure met également le plurilinguisme au cœur du projet culturel et éducatif avec une équipe ayant une maîtrise et un intérêt pour les langues guyanaises et celles des pays voisins, et grâce à l’implication des bénévoles et intervenants multi-linguistes (Créole guyanais, Créole haïtien, Ndyuka, Saamaka, Sranan Tongo, Portugais-Brésilien, Anglais, Néerlandais, Kali’na, Hmong).
Fonctionnant 300 jours par an et 40 heures par semaine, ce lieu représente une offre culturelle et touristique incontournable en Guyane. Actuellement, le CARMA est en voie de labellisation CACIN (Centre d’Art Contemporain d’Intérêt National) par le ministère de la Culture, le premier du territoire ultramarin.
Le CARMA est un bâtiment bioclimatique de qualité de construction récente, réalisé avec des matériaux locaux et doté d’une ventilation naturelle qui permet de limiter l’impact sur la pollution en évitant l’installation de climatiseurs dans un souci du respect de l’environnement. Le CARMA accueille régulièrement des visiteurs et professionnels qui viennent découvrir le bâtiment, ses méthodes de réalisation et les types de matériaux utilisés, précurseurs dans l’architecture bioclimatique.

Le lieu est divisé en différents espaces : une salle d’exposition de 243 m2, une réserve de 95 m2 abritant des collections, un carbet-atelier de 150 m2, un espace de consultation d’ouvrages de 20 m2, un bureau de 17 m2, et un espace paysager. Ce dernier est un élément à part entière de l’exposition permanente, il regroupe des essences locales et présente des modes de cultures précolombiennes et est un véritable outil de sensibilisation pour les visiteurs – notamment les plus jeunes – aux pratiques agricoles vertueuses qui sont au cœur des préoccupations sociétales contemporaines (permaculture, agriculture sur butte, valorisation des espèces endogènes). 

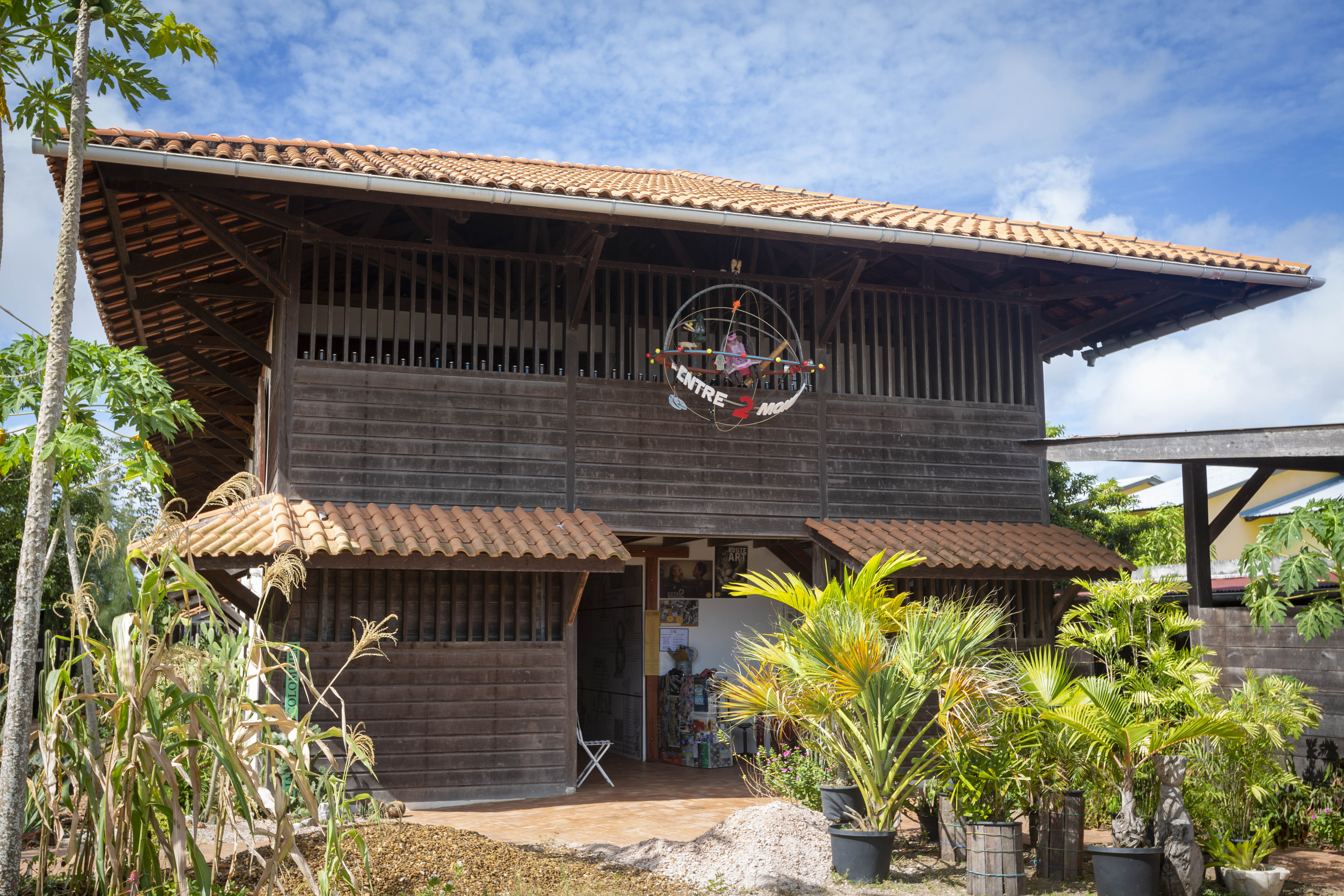
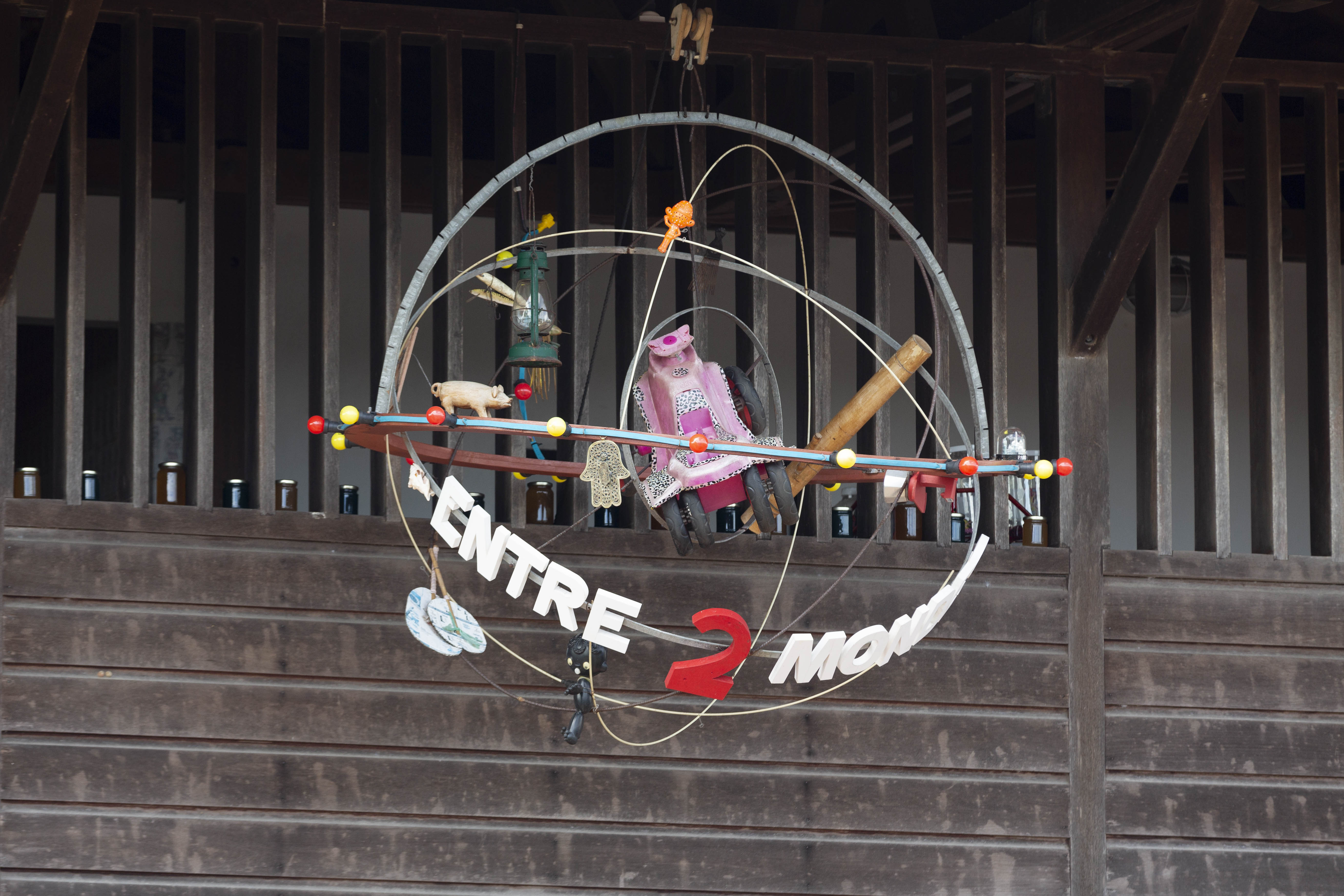

## Le fonctionnement du CARMA & de Chercheurs d’art
L’association Chercheurs d’art porte actuellement la structure CARMA et fonctionne grâce à la grande implication des nombreux membres bénévoles (Guyane, Métropole, Haïti, Suriname) aux parcours variés (étudiants, artistes, professeurs, universitaires, professionnels dans le domaine de l’art et de la culture, du tourisme, de la communication).
Le Conseil d’Administration du CARMA se compose d’une direction collégiale de cinq personnes élues en Assemblée Générale. Cette direction collégiale est accompagnée et orientée par un Comité consultatif artistique et scientifique pluridisciplinaire composé de membres éminents de l’association et par un Comité de pilotage en cours de création composé de partenaires financiers et institutionnels.

## Collection
Au fil du temps, l’association Chercheurs d’art a réuni, acquis et/ou produit plus de 1 600 objets d’art et d’artisanat, tous en lien avec les savoir faire de l’Ouest Guyanais. Actuellement conservée au CARMA, cette collection offre un vaste panorama de ce qu’offre la région en termes de production artistique et artisanale : céramique, vannerie, sculpture sur bois, création textile et ornement corporel, photographies et vidéos, installation, art Tembee, forges et ferronnerie.

## Actions, Manifestations & Expositions CHE CARMA
- 1994, février, Tapanahoni, Voyage d’étude sur le Tapanahoni. Constitution de la collection Amoedang-Montoe,
- 1994, décembre, Biennale de Rémire, présentation d’artistes de tradition noire marronne et occidentale
- 1995, mars, Première exposition à Saint Laurent du Maroni de la collection Amoedang-Montoe
- 1995, décembre, Accompagnement du voyage de repérage d’un réalisateur pour l’élaboration d’un film sur l’art des N’djuka
- 1995 - 1997, Promotion et mise en valeur de l’atelier céramique de Noeline François à Mana
- 1996, mars, Accrochage à l’Institut Pasteur de Cayenne de grandes sculptures, Montoe et Amoedang,
- 1996, septembre, Exposition à la Mairie de Rémire-Montjoly de quatre artistes, Amoedang – Lacaisse - Marquilly – Montoe, Arts traditionnels, arts contemporains
- 1997, avril, Atelier exposition Alexandre-Amoedang, Papier, à la DRAC de Cayenne, production d’une œuvre gravée
- 1997, juillet -Août, Exposition à Mana de collections réunies par Chercheurs d’art, Arts populaires et traditionnels de la région de Mana, 400 objets, 25 auteurs présentés
- 1998, mars, Ateliers-exposition WaPa, à Reims et à Troyes avec les sculpteurs Alexandre et Amoedang. Réalisation d’une œuvre gravée
- 1998, mars - août, Marrons, un art de la fugue, esthétique et sculpture des Noirs Marrons de Guyane et du Suriname. Château d’If, Marseille. Près de 500 pièces exposées, 200 estampes et photos, 7 films. Confection par Feno Montoe d’une pirogue ornée, sur le site[7].
- 1998 - 1999, décembre - avril, Présentation d’une collection d’objets marrons (Marquer le bois, la piste des Marrons) à l’exposition Tropiques Métis, au Musée National des Arts et Traditions Populaires à Paris et à la Médiathèque de Gardane.
- 1998, octobre, De Terres et d’argiles, Manifestation au Zéphir à Cayenne. La science en fête, ORSTOM, Exposition, atelier céramique et peintures corporelles
- 1999, juin, Tropical Island, à l’Inini, Vieux-Port, Cayenne. Exposition de peintures et volumes. P. Estrela, P. Lacaisse
- 1999, juin, Accompagnement du concours de la Chambre des Métiers de Cayenne. Prix de l'artisanat. Présentation d'artistes de l'Ouest : F.Montoe, V.Kilinan, N.François, premiers prix.
- 1999, juillet - août, Expo photo, Salle Polyvalente, Mana, Portrait, 1989-1999, Photos B.Marquilly, Textes, P. Lacaisse. Juillet-août 1999
- 1999 - 2001, étude pour le Parc Amazonien de Guyane sur l'art et l'artisanat dans le Sud Guyanais. États des lieux et pistes de développement.
- 2000, juin, Accompagnement de l’atelier résidence de Bili Bidjocka (association OCEA) au Camp de la transportation avec les collégiens de Saint Laurent du Maroni. Atelier expo Autoportrait + Exposition Art et artisanat de Guyane au Musée des Cultures Guyanaises à Cayenne
- 2001, septembre - octobre, Exposition Art et artisanat de Guyane au Camp de la Transportation avec animations pour les scolaires
- 2001, avril - mai, Accompagnement de la résidence du plasticien Audry Liseron-Monfils à Saint Laurent du Maroni et à Mana. Projet 2051 avec les collégiens de Mana.
- 2001, décembre, Expo atelier Peinture au collège avec les classes primaires et le collège. Mana, Salle polyvalente, expérimentation d’ateliers pédagogique transdisciplinaires avec les enseignants et les classes
- 2002, février - mars, Peinture et transportation, Atelier expo à Saint Laurent du Maroni, Camp de la Transportation, avec les maternelles, primaires, collèges, lycées. Réalisation d’un film vidéo à l’intention des enseignants (26 minutes)
- 2002, novembre - Décembre, Transamazoniennes 2002, Exposition, défilé de mode, ateliers pour les scolaires
- 2003, juillet, Expo-atelier d’interprétation et de restitution à Mana, juillet 2003
- 2003, août, Présentation au Carifesta 8 de Paramaribo de Quatre pièces cuisine (pavillon Guyanais). Avec S. Amiemba, M. Bookers, N.François, P.Lacaisse, F.Montoe.
- 2004, janvier, Jalousies, Fort Zeelandia, Paramaribo, Suriname, Exposition, défilé de Monde, Film DVD (Delmer prod, 13 minutes)
- 2005, juin, Istwé ké kilti nèg, Syndicat d’initiative de Mana. Présentation de l’œuvre de Davo Linga
- 2005, juillet, Expo-atelier d’interprétation et de restitution, à Mana, 2e édition,
- 2005, septembre, Journées Européennes du Patrimoine à Fort Diamant. Exposition, Reliefs tembee, mobilier Kultur Bwa, photos Marquilly, défilé de mode Gaby Desmangles, concert Marcel Grabuge (Rock Kayen). 1 fim vidéo de 26 minutes
- 2006, septembre, Journées Européennes du Patrimoine. Atelier d’interprétation et de restitution, 3e édition, Camp de la Transportation, conférence-débat : EXIT, sortir des arts premiers : Histoires de Musées, Katia Kukawka, Arts Premiers, dernier avatar colonial, Patrick Lacaisse, La tradition contre la culture, Jean-Michel Beaudet.
- 2006 - 2007, décembre - janvier, Tropical Island 2, Textiles, à Saint Laurent du Maroni, Camp de la TransportatIon avec G.Desmangles, P.Lacaise, B.Marquilly, S.Montag, T.Tian Sio Po et des créations textiles de Javouhey et du Suriname. Ateliers et animations pour les scolaires.
- 2007, juillet - septembre, Histoires de naturels, art et artistes de Guyane au Château de Saint Auvent, Limousin. Présentation des œuvres de 30 artistes. Ateliers Ciel de Case avec Ti’iwan Couchili Maurel. Projection du ‘Bouillon d’awara’ en présence des réalisateurs, Laterit Prod.
- 2007, octobre - novembre, Tropical Island 2. Textiles à Fort Zeelandia, Paramaribo
- 2008, septembre -décembre, Exposition Mes chemises leurs pagnes, défilé de mode et studio photo ‘Moi Koosi’ avec P.Lacaisse, G.Desmangles, F.Kauffmann, D.Linga à Saint Laurent du Maroni, Camp de la transportation, JEP : Pratrimoine et création/conférence débat : JM Beaudet ‘Les oiseaux laids vont devant, les beaux oiseaux vont derrière’, P.Lacaisse ‘Scènes artistiques guyanaises, patrimoine et identité’
- 2009, décembre, Réalisation d'œuvres d'art dans les 3 lycées de Guyane. Commande Semsamar / Amicade. 1' murs peints: 'Un mètre au-dessus du niveau', Mana, 'Les Douze murs', Saint Laurent du Maroni, une sculpture sur bois de 12 mètres 'Waka tiki', Rémire.
- 2011, novembre, Résidence d'étude d'une classe de l'École Nationale des Beaux-Arts de Paris à Couachi.
- 2012, mars, Des bancs en ville, avec l’association du quartier MontLucas et la Maison de l’Architecture de la Guyane, Projet de restauration de mobilier urbain, ateliers de sculptures.
- 2014, mars, Résidence de David Damoison, photographe : organisation d’ateliers photos avec les enfants de la cité les Aouaras
- 2014, avril - mai, Résidence d’artistes : à la Nouvelle Angoulême, Collectif DEGRE 7 avec 6 sculpteurs de bords de route et d’Awala. Projet ‘Kimboto’, élaboration d’un mobilier ludique pour la médiathèque de Mana, création d’un grand tambour[8].
- 2014, septembre, Inauguration du CARMA avec l’exposition ‘La Route de l’art’
- 2017, avril, mai, août, novembre, Résidence Entre 2 feux, résidence forge avec Jean Luc Soubeyras, Couleurs de Forge, Siong Pa Yeng, Ya Cha Ly, Va Teng, Va kia,, Mana, Javouhey, Drôme[9].
- 2017, mai, Résidence d’artiste, Daphné Nan Le Sergent
- 2017 - 2018, décembre - février, Résidence Entre 2 terres 1[10], résidence création céramique, Association Oli’non, Patrice Alexandre, Mana, Awala Yalimapo, Champagne
- 2018, mai - août, Peaux, Ciels et Terre au Camp de la Transportation, Saint Laurent du Maroni, Patrick Lacaisse, installation dans la salle de la Relégation d'ensembles de peinture ‘Mes chemises, leurs ciels’ et des pièces textiles, ‘Mes chemises, leurs peaux’.
- 2018, août, Résidence d’artiste, Daphné Nan Le Sergent, les deux résidences aboutissent à la création du film "Voyages dans nos Indes intérieures"[11].
- 2018, août - Septembre, Participation au Festival des arts visuels de Moengo, Suriname, durant 3 semaines, avec les sculpteurs Kafé Betian, Ozé Amiemba, André Van Bree, le photographe David Damoison, le fondeur Firmin Sanou et le commissaire d’exposition Patrick Lacaisse.
- 2019, avril, Between 2 shops, Galerie Readytex, Paramaribo, Suriname, exposition conçue par l’artiste commissaire Patrick Lacaisse, mêlant boutique de souvenirs, autour d’une scénographie originale en relation directe avec la thématique de l’exposition Entre 2 mondes.
- 2019, juin, Inauguration Entre 2 mondes, des artistes et des œuvres pour réinterpréter la rencontre entre Européens et Amérindiens au XVIe siècle sur les côtes des Guyanes (basée sur le livre des anthropologues Gérard Collomb et Martin Van den Bel[12].
- 2020, février - Mars, Résidence Arouman & Massala[13], résidence vannerie et création numérique, Kurt Nahar, Razia Barsatie (Suriname), Wilfried Kajiralé, Michel Pinas (Guyane), École Saint Joseph (Mana),
- 2020, mars, Entre 2 terres 2, ‘Lourens Lourensz’, résidence création céramique, performance théâtrale, chant, Patrice Alexandre (Paris), Association Oli’non (Mana), Compagnie Kokolampoe (Saint Laurent du Maroni)
- 2020, octobre, Résidence Daphé Nan Le Sergent, A la Montagne d’argent et à la mine d’or, résidence en entreprise portée par l’association Chercheurs d’art, qui débouche sur la création du film "Silver Memories, l’image extractive"[14].
- 2020, novembre, Présentation de l’Atlas Critique de la Guyane, exposition et conférence, en présence de Mathieu Noucher et Laurent Polidori, CNRS Editions[15]

## Edition & Audiovisuel
- 1997 - 1998, Accompagnement de l’édition du livre d’art ‘Couleurs de Mana’. Sélection d’œuvres plastiques et littéraires produites par les élèves du Collège Othily de Mana entre 1990 et 1995.
- 1998, Production d’un film sur la manifestation : ‘Une pirogue au Château d’If’, Calounga Production
- 1999 - 2001, Commande de la Mission pour la Création du Parc de la Guyane : Étude et évaluation des artistes et artisans du Sud de la Guyane. Perspectives de développement et de commercialisation. (300 pages, textes et planches photos)
- 2003, novembre, ‘Jalousies’, Fort Zeelandia, Paramaribo, Suriname, Exposition, défilé de Monde, Film DVD (Delmer prod, 13 minutes)
- Editions des agendas 2003, 2006, 2008, Art et littérature de la Guyane, du Para et du Suriname, trilingue
- 2014, ‘La Route de l’art’ (Ouest Guyanais), avec l’ONF (Sylvétude), la DIECCTE. Enquêtes, photos, conception de l’ouvrage et signalétique. Photographies de David Damoison, 2011 – 2012 + édition et sortie du guide[16].
- 2018, décembre, Lancement de l’application mobile ‘La Route de l’art’, avec l’ONF[17].
- 2021, 3 calendriers avec les œuvres photographiques de B.Marquilly.